# Hugo Gottschlich
Hugo Gottschlich (né le 30 octobre 1905 à Vienne, mort le 22 mars 1984 dans la même ville) est un acteur autrichien.

## Biographie
Après une formation au conservatoire de Vienne, il débute à Zurich. À Vienne, on le voit surtout dans des cabarets. Mais il joue aussi au Theater in der Josefstadt et au Volkstheater, avant de faire partir en 1955 de l'ensemble du Burgtheater pour des rôles comiques.
Il fait ses débuts au cinéma en 1940 et joue jusqu'en 1972. Peu de temps avant sa mort, il tient un rôle dans un téléfilm, Donauwalzer, de Xaver Schwarzenberger. À la télévision, on le voit dans des séries policières.
Mais il reste populaire pour avoir interprété Alfred P. Doolittle dans la comédie musicale My Fair Lady au Theater an der Wien.

## Filmographie sélective
- 1940 : Donauschiffer
- 1940 : Le Maître de poste
- 1948 : Arlberg-Express (de)
- 1948 : An klingenden Ufern (de)
- 1949 : Das Siegel Gottes (de)
- 1949 : Mein Freund, der nicht nein sagen kann (de)
- 1950 : Jetzt schlägt's 13
- 1950 : Le baiser n'est pas un péché de Hubert Marischka
- 1950 : Der Wallnerbub (de)
- 1950 : Cordula
- 1952 : Abenteuer im Schloss (de)
- 1953 : Einmal keine Sorgen haben
- 1953 : Pünktchen und Anton (de)
- 1953 : Une nuit à Venise (de)
- 1953 : Hab’ ich nur Deine Liebe (de)
- 1955 : An der schönen blauen Donau
- 1955 : Sarajevo
- 1955 : Mozart
- 1956 : Hengst Maestoso Austria (de)
- 1956 : Sissi impératrice
- 1956 : Lumpazivagabundus
- 1956 : Bademeister Spargel (de)
- 1957 : Die Lindenwirtin vom Donaustrand
- 1957 : Wien, du Stadt meiner Träume
- 1958 : Der Priester und das Mädchen
- 1958 : Man ist nur zweimal jung (de)
- 1960 : Le Brave Soldat Chvéïk
- 1961 : Mariandl
- 1961 : Saison in Salzburg
- 1962 : Mariandls Heimkehr
- 1963 : Schwejks Flegeljahre (de)
- 1964 : Heirate mich, Chéri (de)
- 1966 : Der Weibsteufel
- 1972 : Sie nannten ihn Krambambuli

## Source de la traduction
- (de) Cet article est partiellement ou en totalité issu de l’article de Wikipédia en allemand intitulé « Hugo Gottschlich » (voir la liste des auteurs).